# زویا افروز
زویا افروز (زادهٔ ۱۰ ژانویهٔ ۱۹۹۴) بازیگر هندی، مدل و صاحب عنوان مسابقهٔ زیبایی است. افروز عنوان دوشیزه جهانی هند ۲۰۲۱ را با رقابت در، مسابقه گلامانند مدل برجسته هند، بدست آورد، و نماینده هند در مسابقهٔ زیبایی دختر شایسته سال ۲۰۲۲ در ژاپن خواهد بود. افروز در سابق، به عنوان فرد دوم ملکه زیبایی هند ۲۰۱۳، انتخاب شده بود.
اولین حضورش به عنوان هنرمند خردسال در سریال تلویزیونی کاغذ سفید در سال ۱۹۹۸ بود و این فعالیت را در فیلم‌های ما با هم هستیم (۱۹۹۹)، قلب (۱۹۹۹) و هیچی نگو (۲۰۰۳) ادامه داد. در سال ۲۰۱۴، افروز اولین نقش خود در سینمای بالیوود به عنوان بازیگر بزرگسال را در فیلم دلهره آور ایکسپوز، اجرا کرد، که به عنوان یک موفقیت تجاری مطرح گردید.

## فیلم‌شناسی
فیلم‌ها
| سال  | فیلم              | نقش                    | زبان    | نکات | مرجع. |
| ---- | ----------------- | ---------------------- | ------- | ---- | ----- |
| ۱۹۹۹ | ما با هم هستیم    | رادهیکا                | هندی    |      |       |
| ۱۹۹۹ | قلب               | بازیگر خردسال در مدرسه | هندی    |      |       |
| ۲۰۰۳ | هیچی نگو          | آریا                   | هندی    |      | [ ۴ ] |
| ۲۰۰۵ | از طرف تیا با عشق | تیا                    | انگلیسی |      | [ ۵ ] |
| ۲۰۱۴ | ایکسپوز           | چاندنی رازا            | هندی    |      |       |
| ۲۰۲۴ | سرنوشت سکندر      | تبسم                   | هندی    |      | [ ۶ ] |

تلویزیون
| سال  | فیلم                 | نقش           | نکات | مرجع. |
| ---- | -------------------- | ------------- | ---- | ----- |
| ۱۹۹۸ | کاغذ سفید            | بازیگر خردسال |      | [ ۷ ] |
| ۲۰۰۴ | پری طلایی            | دیمپلس        |      | [ ۸ ] |
| ۲۰۱۳ | ملکه زیبایی هند ۲۰۱۳ | خودش          |      | [ ۹ ] |